# Excision (Musiker)

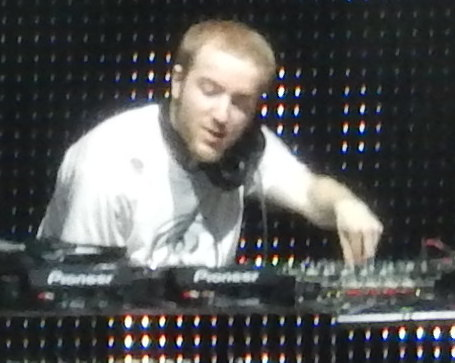

Excision (echter Name Jeff Abel; * 1986 in Kelowna, British Columbia) ist ein kanadischer DJ und Musikproduzent in den Stilrichtungen Dubstep, Drum & Bass, Trap und Electro House. 2011 veröffentlichte er sein Debütalbum X Rated bei mau5trap.

## Karriere
Excision begann im Jahr 2004, elektronische Musik zu produzieren und als DJ aufzutreten. 2007 gründete er sein eigenes Label „Rottun Recordings“ und veröffentlichte bei diesem seine erste Single „No Escape“. 2009 bot Pendulum ihm dann an, einen Remix für ihr Lied Showdown zu produzieren. 
Am 12. September 2011 wurde Excisions erstes Album „X Rated“ publiziert. Etwa ein Jahr später veröffentlichte er auch ein Album, welches ausschließlich Remixe der auf „X Rated“ enthaltenen Lieder enthält. Beide Alben wurden von den Medien überwiegend positiv aufgenommen.
2012 gründete er zusammen mit Downlink und KJ Sawka, dem Schlagzeuger von Pendulum, die Band Destroid. Sie veröffentlichen unter diesem Namen keine Tonträger, sondern treten ausschließlich live auf.
2015 war er Feature-Gast auf Tech N9nes Album Special Effects.

## Diskografie
Alben
- X Rated (2011)
- X Rated: The Remixes (2012)
- Destroid - The Invasion (2013)
- Destroid - The Remixes (2014)
- Codename X (2015)
- Virus (2016)
- Virus: The Remixes (2017)
- Apex (2018)
- Apex: The Remixes (2019)

EPs
- Night Shine (The Remixes) (2015)
- X Up The Remixes (2015)
- Codename X - The Remixes (2015)
- Breaking Through (mit Dion Timmer, 2019)
- Evolution EP (mit Wooli, 2019)

Singles
- Headbanga (2013)
- Feel Something (2020)
- Unbound (2021)
- Bunker Buster (2021)
- Reasons (2023, mit Wooli & The Devil Wears Prada)